# Crittogramma musicale

Il tema BACH, uno dei crittogrammi musicali più noti.

Un crittogramma musicale è una sequenza di note che codifica un contenuto extra-musicale, tipicamente un testo, tramite una qualche relazione logica, spesso data dai nomi delle note. Tale espediente è stato usato da diversi compositori per inserire il proprio nome o la propria sigla nelle composizioni. La tecnica è divenuta possibile con la nascita della notazione musicale e la nomenclatura delle note intorno al IX secolo, tuttavia non si hanno evidenze dell'uso di questa tecnica prima del Barocco, mentre sporadiche codifiche precedenti usavano sillabe di solmisazione. La pratica è divenuta comune dalla metà del XIX secolo.

## Sistemi

### Sillabe e nomi di solmisazione
Si ritiene che la tecnica del crittogramma musicale sia stata usata per la prima volta da Josquin des Prez nella Missa Hercules Dux Ferrarie, espediente battezzato come soggetto cavato da Zarlino. Con questa tecnica, le vocali del testo sono fatte corrispondere alle sillabe di solmisazione, definite da Guido d'Arezzo, per cui il nome latino del dedicatario ('Hercules Dux Ferrarie', ovvero Ercole I d'Este) diventa re-ut-re-ut-re-fa-mi-re. Tale successione di note è stata impiegata come cantus firmus nella messa. Tale tecnica è stata poi ripresa da molti compositori contemporanei e successivi, tra i quali Adrian Willaert e Costanzo Festa.

### Lettere e nomi delle note
Una tecnica successiva prevede l'uso delle lettere che indicano le note in notazione alfabetica (tedesca e anglosassone). Poiché i nomi delle note vanno dalla A alla G o H, il problema principale è nel codificare le restanti lettere dell'alfabeto. Le due principali soluzioni sono note come metodo tedesco e metodo francese.

#### Tedesco
Poiché i nomi delle note in tedesco si sono sviluppati in un contesto ancora legato alla musica modale, nella notazione tedesca il si♭ viene indicato con la lettera B e il si♮ con la lettera H. Uno dei crittogrammi più noti in tedesco è il tema BACH, impiegato da Johann Sebastian Bach, da suoi contemporanei e da compositori successivi. Altre codifiche erano ottenute per assonanza, con ad esempio il mi♭ (Es) che indicava la lettera 'S' o la♭ (As) per indicare la sillaba 'As'. Nel 1947 Friedrich Smend ha ipotizzato che Bach avesse codificato altri messaggi significativi con altre tecniche, come la ripetizione di motivi, il testo, il fraseggio o la linea del basso continuo. Tale teoria è stata criticata da Ruth Tatlow, che ha evidenziato alcuni aspetti che ne metterebbero in discussione la plausibilità.
Compositori meno fortunati di Bach, le cui lettere del cognome non erano interamente comprese tra A e H, erano soliti ignorare le lettere non corrispondenti a nomi di note. Ad esempio Robert Schumann ha usato il crittogramma S-C-H-A (mi♭, do, si♮, la) per codificare il suo cognome nel  Carnaval. A volte venivano effettuate sostituzioni fonetiche, ad esempio Schumann codificava Bezeth come B-E-S-E-D-H. Johannes Brahms ha usato il crittogramma B-A-H-S (si♭, la, si♮, mi♭) per includere il suo cognome nella fuga per organo in la bemolle minore, e il crittogramma Gis-E-La (sol♯, mi, la), che mischia notazioni in diverse lingue, per Gisela von Arnim.

#### Francese
Il metodo francese per generare crittogrammi musicali è nato nel tardo XIX secolo, e funzionava in maniera più simile ad un vero cifrario. La versione più popolare prevedeva di scrivere le lettere H-N, O-U e V-Z in linea sotto le note diatoniche A-G, nel modo seguente:
| A | B | C | D | E | F | G |
| - | - | - | - | - | - | - |
| H | I | J | K | L | M | N |
| O | P | Q | R | S | T | U |
| V | W | X | Y | Z |   |   |

sicché A, H, O e V sono codificate dalla nota la (A), B, I, P e W dal si (B) (bemolle o naturale) e così via. Questo schema è stato suggerito anche da Jules Ecorcheville, autore della rivista S.I.M., per la commemorazione del centenario della morte di Joseph Haydn nel 1909 (con l'eccezione di usare il si♮ per codificare la lettera H, presumibilmente per evitare eccessive ripetizioni di note). Scrivendo a Gabriel Fauré a proposito dell'invito, Camille Saint-Saëns disse che stava scrivendo a Ecorcheville per chiedergli di mostrare che Y e N potevano significare D e G, in quanto "sarebbe seccante essere coinvolti in un affare farsesco che ci renderebbe materia d'ilarità nel mondo musicale tedesco."  La corrispondenza molti a uno di questa tecnica rende più difficile estrarre possibili motivi dalla musica rispetto alla tecnica uno a uno del sistema tedesco.

### XX secolo
A seguito del centenario di Haydn, l'uso del crittogramma a scopo celebrativo si è diffuso nella musica francese, e riferimenti a Gabriel Fauré sono stati cifrati da Maurice Ravel, Florent Schmitt, Charles Koechlin, George Enescu e altri compositori nel 1922 (nonché in seguito anche da Arnold Bax, nel 1949), così come crittogrammi riferiti a Albert Roussel sono stati inseriti nelle composizioni di Francis Poulenc, Arthur Honegger, Darius Milhaud e altri (secondo vari schemi di cifratura) nel 1929. Il sistema di Honegger prevedeva di codificare le lettere successive alla H con note alterate: a crittogrammi di tale tipo si presta molto meglio la musica del Novecento rispetto a quella delle epoche precedenti.
Olivier Messiaen ha sviluppato un suo cifrario personale, usando alterazioni e durate, usato nelle Méditations sur le mystère de la Sainte Trinité (1969).
Dmitrij Šostakovič cifrava il proprio nome nel tema DSCH (re, mi♭, do, si♮), impiegato in numerose sue composizioni. Elliott Carter ha usato un crittogramma del cognome di Pierre Boulez nelle sue Réflexions (2004).
I crittogrammi erano meno comuni nella musica inglese. Edward Elgar, che aveva anche un interesse in generale per i rompicapo e la crittografia, scrisse un giovanile Allegretto sul tema G-E-D-G-E , e parte dell'enigma delle Variazioni Enigma era basato su crittogrammi.

## Esempi celebri

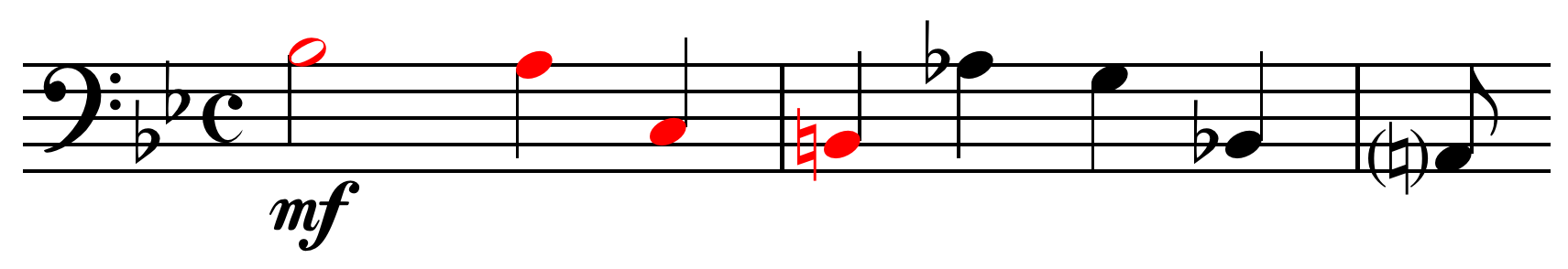
Il tema BACH, usato nelle Sechs Fugen über den Namen B-A-C-H di Robert Schumann, op. 60, no. 4, mm. 1-3. Notare che il do e il si♮ sono trasposti, lasciando l'ortografia invariata ma cambiando il profilo melodico del tema.

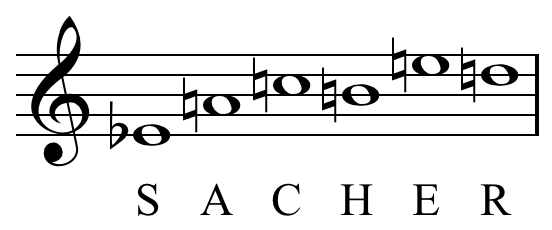
Esacordo Sacher Eb (Es) A C B (H) E D (Re)

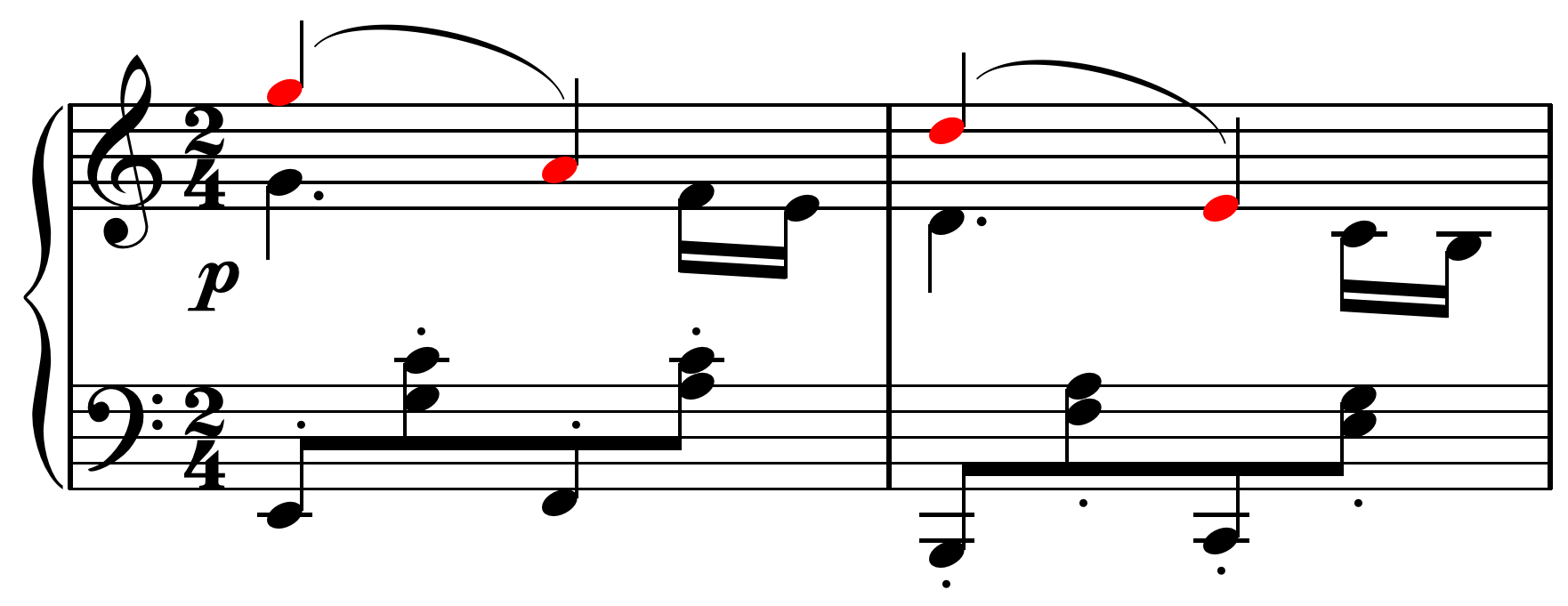
Drei kleine Clavierstücke, no. 3, Alla marcia, mm.20-21, di Niels Gade.

I seguenti sono alcuni tra i più celebri crittogrammi musicali usati nelle pubblicazioni, elencati in ordine alfabetico:
- la, si♭, mi, si♭, la (A, B, E, B, A)

per Aubrey Brain, usato nel sestetto per pianoforte e fiati "In memoriam Aubrey Brain" di Gordon Jacob.
- la, si♭, si♮, fa (A, B, H, F)

per Alban Berg e Hanna Fuchs-Robettin, usato da Berg nella Lyric Suite.
- la, si♭, mi, sol, sol (A, B, E, G, G)

per Meta Abegg, nelle Variazioni sul nome Abegg op. 1 di Robert Schumann
- la, re, la, la, fa (A, L, A, I, N secondo il sistema francese, iniziando la seconda riga con 'I')

per Jehan Alain, usato da Maurice Duruflé nel Prélude et Fuge sur le nom d'Alain (op. 7)
- la, mi♭, do, si♮ (A, S, C, H) e la♭, do, si♮ (As, C, H)

usato da Schumann nel Carnaval op. 9.Era impegnato in una relazione sentimentale con Ernestine von Fricken, che veniva dalla città di Aš, pronunciato in tedesco come "Asch". Ogni composizione del ciclo è basata su uno di questi motivi. Le lettere sono anche parte del cognome Schumann, e ha aggiunto il motivo mi♭, do, si♮, la (S, C, H, A) in modo che i tre appaiano nella sezione Sphinxes. I temi ASCH e SCHA compaiono anche nel Faschingsschwank aus Wien, op. 26.
- [la], mi♭, do, si♮, si♭, mi♮, sol ([A], S, C, H, B, E, G)

per Arnold Schönberg,
- si♭, la, fa (B, la, F)

per Beljaev, usato da Rimskij-Korsakov, Ljadov, Borodin e Glazunov nel quartetto per archi sul tema si♭-la-fa.
- si♭, la, si♮, mi♭ (B, A, H, S)

per Brahms, usato da Alfred Schnittke in Quasi Una Sonata insieme al tema B-A-C-H e ad altri riferimenti o allusioni.
- si♭, la, do, si♮ (B, A, C, H)

per Johann Sebastian Bach.
- si♮, la, re, re, sol (H, A, Y, D, N nella codifica francese)

per Joseph Haydn, impiegato da Maurice Ravel nel Menuet sur le nom d'Haydn e da altri contributori alla commemorazione del centenario della morte di Haydn.
- si♭, mi, si♭, la (B, E, B, A) oppure si♭, la, si♭, mi (B, A, B, E)

per Béla Bartók (le prime due iniziali del nome e del cognome, nel secondo caso seguendo l'uso della lingua ungherese di indicare il cognome davanti al nome).
- do, la, sol, mi (C, A, G, E)

per John Cage, impiegato da Pauline Oliveros
- re, mi♭, do, si♮ (D, S, C, H)

per Dmitrij Šostakovič.
- mi♭, la, do, si♮, mi, re (Es, A, C, H, E, Re)

per Paul Sacher, noto come esacordo Sacher,
- mi, la, mi, re, la (E, La, Mi, Re, A)

per Elmira Nazirova, allieva di Dmitrij Šostakovič, usato da quest'ultimo nella sua sinfonia n. 10.
- mi♭, do, si♮, la (S, C, H, A)

per Schumann, usato nel Carnaval.
- fa, la, mi (F, A, E) e fa, la, fa (F, A, F)

per Frei aber einsam (libero ma solo) e Frei aber froh (libero ma felice); il primo era il motto di Joseph Joachim (usato da Robert Schumann, Albert Dietrich e Johannes Brahms nella Sonata F.A.E.), mentre il secondo era un motto di Johannes Brahms usato nella sinfonia n. 3.
- sol, la, si, re, si, mi, mi, fa, la, sol, re, mi (G, A, B, Re, H, E, Le - F, A, Ug, Re, E)

per Gabriel Fauré, usato dai partecipanti alla celebrazione organizzata da Henri Prunières nel numero dell'ottobre 1922 di La revue musicale 
- sol, la, re, mi (G, A, D, E)

per Niels Gade; il motivo è anche alla base del Nordisches Lied (n. 41 dell'Album per la gioventù op. 68) di  Robert Schumann.